# Santo Niño (Samar)
Santo Niño ist eine philippinische Stadtgemeinde in der Provinz Samar. Sie hat 12.863 Einwohner (Zensus 1. August 2015), die auf den Inseln Camandag Island und Santo Niño Island leben.

## Baranggays
Santo Niño ist politisch in 13 Baranggays unterteilt.
- Balatguti
- Baras
- Basud (Pob.)
- Buenavista
- Cabunga-an
- Corocawayan
- Ilijan
- Ilo (Pob.)
- Lobelobe
- Pinanangnan
- Sevilla
- Takut
- Villahermosa